# Caminreal
Caminreal (aragónul Camín Reyal) település Spanyolországban, Teruel tartományban. Caminreal Bañón, Rubielos de la Cérida, Torrijo del Campo, Blancas, Torralba de los Sisones és Fuentes Claras községekkel határos. Lakosainak száma 603 fő (2024).

## Népesség
A település népessége az utóbbi években az alábbiak szerint változott:
| Lakosok száma | 799  | 760  | 756  | 765  | 735  | 684  | 616  | 620  | 625  | 603  |
|               | 2001 | 2004 | 2007 | 2009 | 2012 | 2014 | 2017 | 2019 | 2022 | 2024 |